# Cafu
Marcos Evangelista de Moraes, meglio noto come Cafu (Itaquaquecetuba, 7 giugno 1970), è un ex calciatore brasiliano, di ruolo difensore.
Soprannominato Il Pendolino dai tifosi della Roma, è considerato uno dei più forti terzini destri di sempre.
Nel corso della sua carriera, iniziata nel 1989 al San Paolo e successivamente proseguita tra Real Saragozza, Palmeiras, Roma e Milan, ha vinto numerosi titoli a livello internazionale, tra i quali spiccano due Coppe Libertadores, una UEFA Champions League, due Supercoppe UEFA e tre titoli mondiali per club.
È uno degli unici tre calciatori della storia, insieme a Ronaldinho e Dida, ad essere riuscito a conquistare, almeno una volta, Campionato mondiale di calcio, Coppa Libertadores, Copa América, Confederations Cup e UEFA Champions League.
È primatista assoluto di presenze con la maglia della nazionale brasiliana, con la quale vanta un quinquennio da capitano (2002-2006), 142 presenze e 5 gol. Si è laureato per due volte campione del mondo, nel 1994 e nel 2002, per due volte campione d'America nel 1997 e nel 1999 e per una volta vincitore della Confederations Cup nel 1997.
A livello individuale è stato il primo giocatore nella storia del calcio ad aver disputato consecutivamente tre finali del campionato del mondo. Nel 1994 è stato nominato calciatore sudamericano dell'anno. Nel 2004 è stato inserito nella FIFA 100, una lista dei più grandi giocatori viventi, selezionata da Pelé e dalla FIFA in occasione delle celebrazioni del centenario della federazione. Nel 2009 è stato inserito nella "squadra ideale del decennio" dal Sun. Nel 2013 è stato incluso nella formazione più forte della storia da parte della rivista World Soccer. Nel 2014 è stato inserito dal quotidiano inglese The Guardian nella lista dei 30 migliori calciatori che «hanno lasciato un segno» nella storia dei campionati del mondo. Il suo nome figura sia nella Hall of Fame ufficiale della Roma sia in quella del Milan. Nel 2020 è stato inserito da France Football nel Dream Team del Pallone d'oro come miglior terzino destro della storia del calcio. È stato inoltre ambasciatore del Mondiale del 2022 disputato in Qatar.

## Biografia
Cresciuto in una famiglia disagiata, nel quartiere di Jardim Irene, intraprende molto presto il cammino verso la carriera calcistica con il soprannome di Cafu, in onore dell'ala brasiliana Cafuringa, idolo del padre. Nel 1999, mentre giocava per la Roma, intraprese gli studi in economia presso l'European School of Economics della capitale.
Rimasto coinvolto nello scandalo dei passaporti del 2001, fu condannato a 9 mesi con la condizionale: rinviato a giudizio nel 2004, assieme al presidente Franco Sensi, venne infine assolto nel 2006.
Il primogenito Danilo è morto il 4 settembre 2019 all'età di trent'anni, colto da infarto durante una partita.

## Caratteristiche tecniche
Era un terzino destro di spinta, dotato di grande velocità e abilità nel cross, caratteristiche che lo rendevano estremamente efficace nelle sue incursioni offensive. Nella sua lunga carriera ha ricoperto anche ruoli più avanzati, come l'esterno di centrocampo in un 3-5-2 e l'ala destra in un 3-3-3-1.

## Carriera

### Club

#### Inizi e San Paolo
Entrò in gioventù nel vivaio del Nacional, per poi passare a quelli della Portuguesa e dell'Itaquaquecetuba. Nei primi anni 1980 venne rifiutato dalle giovanili di varie squadre, come il Corinthians, il Palmeiras e l'Atletico Mineiro, fino a quando, nel 1988, entrò nelle giovanili del San Paolo, con cui vinse il torneo giovanile della Coppa San Paolo.
Esordì in prima squadra e nella Série A brasiliana per sostituire l'infortunato terzino destro Zé Teodoro. A 19 anni divenne titolare, grazie a Telê Santana che ne individuò le ottime doti e dunque non esitò a promuoverlo. In quel periodo si formò come terzino destro, ma giocò diverse partite anche da centrocampista e a volte addirittura da attaccante, risultando sempre il migliore, e perfino il capocannoniere della squadra. Tra il 1989 e il 1993 conquistò un campionato brasiliano (1991), due Coppe Libertadores nel 1992 e nel 1993, e negli stessi anni, la Coppa Intercontinentale rispettivamente contro il Barcellona e il Milan. Nel 1994 fu nominato Calciatore sudamericano dell'anno.

#### Real Saragozza e Palmeiras
Nel gennaio 1995, fresco Campione del Mondo con il Brasile, si trasferì in Spagna al Real Saragozza, con cui vinse la Coppa delle Coppe. Con il club spagnolo disputò un totale di 19 partite.
Nel maggio 1995 la Parmalat acquistò il cartellino del giocatore per poterlo inserire nella rosa del Palmeiras. Tuttavia, per evitare una possibile ammenda da parte del San Paolo, che al momento della cessione del giocatore aveva inserito una clausola che gli impediva di ritornare subito in Brasile a giocare per un'altra delle maggiori squadre pauliste, la società lo tesserò dalla Juventude, altra squadra che sponsorizzava, con cui Cafu disputò solo due partite. Nel successivo mese di giugno si trasferì dalla Juventude al Palmeiras, con cui giocò due anni sotto la guida di Vanderlei Luxemburgo, uno fra i più bravi allenatori brasiliani, vincendo il titolo di campione paulista nel 1996 e continuando a migliorarsi sul piano tattico.

#### Roma

Cafu in azione con la maglia della Roma nel 1998

Negli anni 1990 Falcao fu consultato dalla Roma per delle consulenze su Cafu e Zago fornendo in entrambi i casi delle relazioni favorevoli. Nel 1997 il terzino brasiliano fu acquistato dalla società giallorossa per 13 miliardi di lire.
Esordì in Serie A in Empoli-Roma (1-3), prima giornata del campionato 1997-1998. Dal punto di vista tecnico e tattico, dimostrò di essere compatibile con i rigidi schemi dell'allenatore boemo Zdeněk Zeman, fautore di un gioco rapido e molto offensivo improntato sul 4-3-3, mostrandosi disposto al sacrificio e alla corsa. 
Dopo solo un mese in Serie A era già considerato uno dei migliori stranieri del campionato e i tifosi giallorossi lo ribattezzarono il Pendolino per la sua infaticabile corsa lungo la fascia destra, che lo portava di fatto a essere spesso un attaccante aggiunto .
L'11 aprile 1998 realizzò il suo primo gol in Serie A nella sconfitta all'Olimpico contro l'Inter (1-2).
Con l'arrivo sulla panchina giallorossa del tecnico Fabio Capello la Roma adottò il modulo 3-5-2 e Cafu poté spostare ulteriormente il suo raggio d'azione nella trequarti avversaria . Gli anni con Capello costituirono per Cafu un periodo di sempre maggiore responsabilità nella squadra giallorossa, sia dentro che fuori dal campo. Il 3 ottobre 1999 realizzò la sua prima doppietta in Serie A nella vittoria per 1-3 contro la Fiorentina, sancendo dopo venti mesi la fine dell'imbattibilità interna dei viola.
Titolare inamovibile della Roma che vinse lo scudetto nel 2001, in quella stagione realizzò una delle giocate più famose della sua carriera, un triplo sombrero ai danni del biancoceleste e futuro Pallone d'Oro Pavel Nedvěd durante il derby della capitale Lazio-Roma del 17 dicembre 2000 vinto dai giallorossi 1-0 . Nella stagione 2001-2002 aggiunse al suo palmarès la Supercoppa italiana e nella stessa stagione esordì in UEFA Champions League contro il Real Madrid nella prima gara della fase a gironi. In quella stagione fu spesso messo in ballottaggio con Panucci per il posto di titolare.
Il 13 marzo 2002 segnò all'Olimpico il suo primo gol in Champions, quello del pareggio contro il Galatasaray nella penultima gara della seconda fase a gironi.
Alla fine della stagione 2002-2003, chiusa dai giallorossi a metà classifica in campionato, la dirigenza capitolina decise di non rinnovargli il contratto, lasciandolo libero di accasarsi a parametro zero..

#### Milan

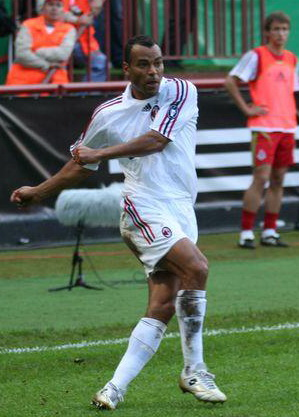
Cafu in azione al Milan nel 2007

Dopo aver rifiutato una sostanziosa offerta da parte del club giapponese dello Yokohama Marinos, nell'estate del 2003 si accasò a parametro zero al Milan. Andò così a rafforzare la difesa rossonera che già da un anno necessitava di un terzino destro naturale. Infatti, in quella posizione il tecnico Ancelotti fu quasi sempre costretto a impiegare prima Šimić e poi Costacurta.
Accolto con iniziale scetticismo dalla tifoseria rossonera per la sua non più giovane età, Cafu   cancellò immediatamente qualsiasi diffidenza diventando titolare e sfoggiando ottime prestazioni. Esordì in maglia rossonera il 3 agosto 2003 nell'incontro valido per l'assegnazione della Supercoppa Italiana 2003 contro la Juventus, perso ai rigori. Il 29 agosto 2003 conquistò il primo trofeo con i rossoneri: la Supercoppa europea 2003 contro il Porto. Il 21 dicembre realizzò invece il suo primo gol con la nuova maglia nella sconfitta casalinga per 1-2 contro l'Udinese. Il 6 gennaio ritornò a Roma da avversario e fu accolto dai fischi della tifoseria giallorossa: «Mi aspettavo tutto - dichiarò il brasiliano - e nessun problema. Ai fischi non ho neanche fatto caso e non mi hanno affatto ferito. L'importante è aver vinto. Simili accoglienze nel calcio avvengono, fanno parte del gioco, non è facile per i tifosi accettare che un giocatore di spicco cambi maglia». Nella stessa partita, vinta dal Milan per 1-2, uscì anticipatamente dal campo per un problema muscolare. Il 2 maggio 2004 mise in bacheca il suo primo scudetto con i rossoneri (e il secondo personale) a due giornate dal termine del campionato grazie alla vittoria per 1-0 contro la Roma. Con 41 presenze tra campionato e coppe risultò tra i giocatori più impiegati da Ancelotti.
L'arrivo di Stam nel mercato estivo del Milan all'inizio della stagione 2004-2005 costrinse Ancelotti a ridisegnare la difesa rossonera. Cafu dichiarò che avrebbe lottato per un posto da titolare e che era disponibile a giocare anche in un ruolo più avanzato. Il 21 agosto 2004, in occasione della Supercoppa italiana vinta contro la Lazio, esordì la nuova difesa rossonera con Cafu e Nesta riconfermati nei loro ruoli originari (terzino destro e difensore centrale), Maldini spostato sulla fascia sinistra e Stam nel ruolo di difensore centrale. Nonostante questa fosse la difesa titolare, in più occasioni Ancelotti preferì lasciare Cafu in panchina e invertire i ruoli di Maldini e Stam da terzino sinistro e difensore centrale a difensore centrale e terzino destro Il 24 novembre 2004 Cafu realizzò un assist per Kaká nella quinta giornata della fase a gironi di Champions League contro lo Šachtar e giocò titolare a sorpresa (per via del forfait di Stam) l'ottavo di finale di andata contro il Manchester Utd, risultando uno dei migliori della sfida vinta dai rossoneri per 0-1. Fu impiegato titolare anche nella storica finale di Champions persa contro il Liverpool ai rigori.
Il 25 luglio 2005, durante l'amichevole contro il Chelsea, Cafu si infortunò al ginocchio sinistro. Il 20 novembre 2005, nella sfida di campionato contro la Fiorentina a Firenze, entrò nella ripresa per sostituire Stam e si infortunò nuovamente al medesimo ginocchio. Fuori per più di due mesi ritornò titolare in Palermo-Milan (3-0), dove risultò uno dei migliori nella delusione generale. Cafu raccontò in seguito che questo fu il periodo peggiore della sua avventura rossonera. Gli infortuni calarono il suo rendimento e la malattia del padre non gli permetteva di entrare in campo con la giusta mentalità. Nel mese di febbraio fu sottoposto a intervento in artroscopia in Brasile alla presenza dottor Massimilano Sala, il medico sociale del Milan. Il recupero fu lungo e si concretizzò solo nel mese di aprile. Ebbe così l'occasione di giocare, sebbene da subentrante, le due semifinali di andata e ritorno di Champions League contro il Barcellona che sancirono l'eliminazione del Milan dalla coppa.
Nella stagione 2006-2007 conquistò la UEFA Champions League contro il Liverpool, ma non scese in campo nella finale perché Ancelotti gli preferì il neoacquisto Oddo. Le sue confortanti prestazioni di fine campionato convinsero la dirigenza rossonera a puntare ancora su di lui. Nella stagione 2007-2008 visse un lungo ballottaggio con Oddo. Il 31 agosto 2007, pur non scendendo in campo, vinse la Supercoppa europea contro il Siviglia. Il 16 dicembre 2007 giocò gli ultimi minuti della finale di Coppa del mondo per club contro il Boca Juniors, che vide i rossoneri imporsi per 4-2. Il 16 maggio 2008, nel corso della trasmissione televisiva Segni Particolari in onda su Milan Channel, Cafu e il connazionale Serginho annunciarono l'addio al Milan e il giorno seguente Cafu scrisse una lettera aperta per salutare i suoi tifosi. Il 18 maggio giocò la sua ultima gara con la maglia rossonera contro l'Udinese, ultima giornata di campionato, realizzando tra l'altro anche il suo ultimo gol tra i professionisti.

### Nazionale

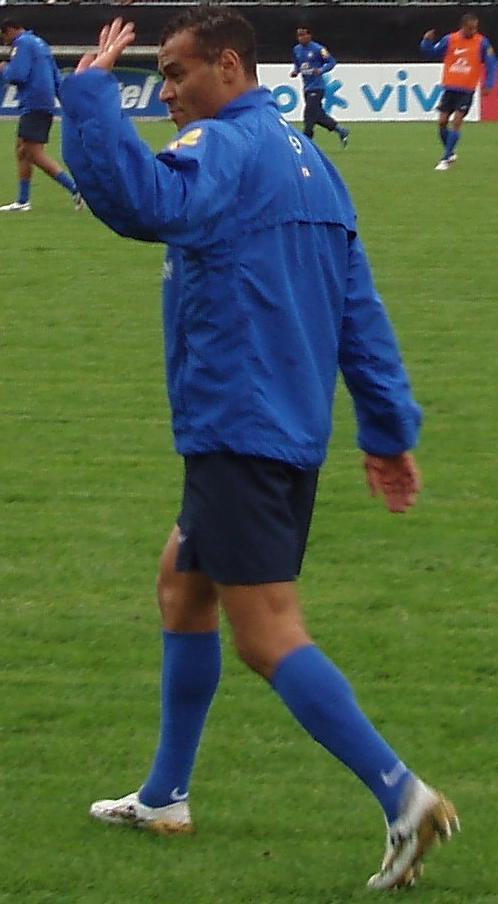
Cafu durante un allenamento della nazionale brasiliana a Weggis (Svizzera), in preparazione al.

Cafu debuttò con la maglia della nazionale brasiliana il 12 settembre 1990, in una gara amichevole contro la Spagna. L'anno dopo fu convocato dal C.T. Falcão per disputare la Copa América 1991. Giocò titolare 4 delle 5 partite disputate dalla Seleçao, che concluse il torneo al secondo posto.
Nel 1993 venne convocato dal C.T. Parreira per disputare la Copa América 1993. Nel 1994 realizzò il suo primo gol in nazionale durante l'amichevole vinta 8-2 contro l'Honduras. Nel 1994 venne convocato da Parreira per disputare i Mondiali 1994. Esordì il 4 luglio 1994, entrando nel secondo tempo al posto di Zinho nell'ottavo di finale vinto contro gli Stati Uniti. Sempre da subentrante giocò, seppur per pochi secondi, i quarti di finale vinti contro i Paesi Bassi. La sua consacrazione come titolare avvenne con l'infortunio di Jorginho, dopo soli 22 minuti della finale vinta ai calci di rigore contro l'Italia. Cafu giocò una partita sufficiente, cercando di ripetere i danni fatti con il San Paolo al Milan nella finale dell'Intercontinentale.
Con il C.T. Zagallo divenne titolare del Brasile e disputò da protagonista la Confederations Cup 1997, che i verdeoro si aggiudicarono nella finale vinta per 6-0 contro l'Australia. L'anno successivo fu convocato per i Mondiali 1998. Alla vigilia del torneo, per rincuorare i suoi compagni ed esorcizzare la paura, Cafu dichiarò:
Il 16 giugno 1998, nella seconda gara della fase a gironi contro il Marocco, realizzò l'assist per il momentaneo raddoppio di Rivaldo. Il 3 luglio, nel quarto di finale vinto contro la Danimarca, rimediò una doppia ammonizione che lo costrinse a saltare la semifinale contro l'Olanda. Disputò invece la finale persa per 3-0 contro la Francia padrona di casa.
Nel 1999 vinse la Copa América 1999 sotto la gestione di Luxemburgo, allenatore che lo aveva già allenato al Palmeiras. Nel 2002 venne convocato dal C.T. Scolari per i Mondiali 2002. A causa dell'infortunio di Emerson ereditò i gradi di capitano della nazionale verdeoro. L'8 giugno 2002, nella seconda partita della fase a gironi contro la Cina, realizzò l'assist a Ronaldo per il definitivo 4-0 in favore del Brasile. Il 26 giugno, nella semifinale contro la Turchia, risultò il migliore dei verdeoro che, imponendosi per 1-0 sugli avversari (gol di Ronaldo), si qualificarono per la finale contro la Germania. Scendendo in campo nella vittoriosa finale contro i tedeschi, Cafu diventò il primo giocatore nella storia del calcio a disputare la terza finale mondiale consecutiva.
Nel 2006 venne convocato da C.T. Parreira per i Mondiali 2006, nonostante fosse al rientro da un grave infortunio al ginocchio. Nella partita d'esordio contro la Croazia risultò uno dei migliori in campo e servì l'assist a Kaká per il definitivo 1-0 in favore del Brasile. Il 18 giugno, scendendo in campo contro l'Australia, Cafu eguagliò il record detenuto da Dunga e Taffarel: 18 presenze nella Seleção durante la fase finale dei Mondiali. Il 27 giugno, negli ottavi di finale contro il Ghana, realizzò un altro assist, stavolta per Adriano, e diventò il giocatore brasiliano con più presenze in assoluto nei Mondiali. Il 1º luglio 2006 disputò il quarto di finale contro la Francia che sancì l'eliminazione del Brasile dalla competizione. Nonostante la stampa di settore avesse riconosciuto la sua prestazione la peggiore dell'intera rosa brasiliana, Cafu dichiarò di non avere alcuna intenzione di lasciare la Seleçao: «Penso che per la nazionale brasiliana non sia arrivato il momento di aprire indiscriminatamente ai giovani. Ci vuole una giusta miscela tra vecchi e giovani, esperienza e freschezza, e allora perché dovrei smettere? No, io non mollo. Il mio sogno è arrivare al Mondiale 2010». Tuttavia, quella con la Francia fu la sua ultima partita con la maglia verdeoro, anche perché Dunga, nuovo C.T. e suo ex-compagno di squadra, non lo convocò mai.
Nella sua lunga carriera con la maglia verdeoro disputò 142 incontri, il che lo rende tuttora il giocatore che vanta il maggior numero di presenze.

## Statistiche

### Presenze e reti nei club
Statistiche aggiornate al 18 maggio 2008.
| Stagione         | Squadra          | Campionato       | Campionato | Campionato | Coppe nazionali | Coppe nazionali | Coppe nazionali | Coppe continentali | Coppe continentali | Coppe continentali | Altre coppe | Altre coppe | Altre coppe | Totale | Totale |
| Stagione         | Squadra          | Comp             | Pres       | Reti       | Comp            | Pres            | Reti            | Comp               | Pres               | Reti               | Comp        | Pres        | Reti        | Pres   | Reti   |
| ---------------- | ---------------- | ---------------- | ---------- | ---------- | --------------- | --------------- | --------------- | ------------------ | ------------------ | ------------------ | ----------- | ----------- | ----------- | ------ | ------ |
| 1989             | San Paolo        | A1/SP+A          | 0+3        | 0          | -               | -               | -               | -                  | -                  | -                  | -           | -           | -           | 3      | 0      |
| 1990             | San Paolo        | A1/SP+A          | 19+19      | 2+1        | CB              | 4               | 0               | -                  | -                  | -                  | -           | -           | -           | 42     | 3      |
| 1991             | San Paolo        | A1/SP+A          | 26+21      | 3+1        | -               | -               | -               | -                  | -                  | -                  | -           | -           | -           | 47     | 4      |
| 1992             | San Paolo        | A1/SP+A          | 18+21      | 4+1        | -               | -               | -               | CL+SS              | 14+2               | 0                  | CInt        | 1           | 0           | 56     | 5      |
| 1993             | San Paolo        | A1/SP+A          | 29+18      | 15+1       | -               | -               | -               | CL+SS              | 8+8                | 2+1                | RSA+CInt    | 1+1         | 0           | 65     | 19     |
| 1994             | San Paolo        | A1/SP+A          | 15+16      | 1+3        | -               | -               | -               | CL+SS+CC           | 4+6+0              | 0                  | RSA         | 1           | 0           | 42     | 4      |
| Totale San Paolo | Totale San Paolo | Totale San Paolo | 107+98     | 25+7       |                 | 4               | 0               |                    | 42                 | 3                  |             | 4           | 0           | 255    | 35     |
| gen.-mag. 1995   | Real Saragozza   | PD               | 16         | 0          | CR              | 2               | 0               | CdC                | 1                  | 0                  | -           | -           | -           | 19     | 0      |
| mag. 1995        | Juventude        | PD/RS            | 2          | 0          | -               | -               | -               | -                  | -                  | -                  | -           | -           | -           | 2      | 0      |
| giu.-dic. 1995   | Palmeiras        | A1/SP+A          | 0+20       | 0+0        | -               | -               | -               | CL                 | 2                  | 2                  | -           | -           | -           | 22     | 2      |
| 1996             | Palmeiras        | A1/SP+A          | 22+16      | 2+2        | CB              | 7               | 2               | CC                 | 1                  | 0                  | -           | -           | -           | 46     | 6      |
| gen.-giu. 1997   | Palmeiras        | A1/SP+A          | 15+0       | 2+0        | CB              | 4               | 0               | -                  | -                  | -                  | RSP         | 4           | 2           | 23     | 4      |
| Totale Palmeiras | Totale Palmeiras | Totale Palmeiras | 37+36      | 4+2        |                 | 11              | 2               |                    | 3                  | 2                  |             | 4           | 2           | 91     | 12     |
| 1997-1998        | Roma             | A                | 31         | 1          | CI              | 5               | 0               | -                  | -                  | -                  | -           | -           | -           | 36     | 1      |
| 1998-1999        | Roma             | A                | 20         | 1          | CI              | 0               | 0               | CU                 | 6                  | 0                  | -           | -           | -           | 26     | 1      |
| 1999-2000        | Roma             | A                | 28         | 2          | CI              | 4               | 0               | CU                 | 5                  | 0                  | -           | -           | -           | 37     | 2      |
| 2000-2001        | Roma             | A                | 31         | 1          | CI              | 2               | 0               | CU                 | 7                  | 0                  | -           | -           | -           | 40     | 1      |
| 2001-2002        | Roma             | A                | 27         | 0          | CI              | 1               | 0               | UCL                | 10                 | 2                  | SI          | 0           | 0           | 38     | 2      |
| 2002-2003        | Roma             | A                | 26         | 0          | CI              | 3               | 1               | UCL                | 12                 | 0                  | -           | -           | -           | 41     | 1      |
| Totale Roma      | Totale Roma      | Totale Roma      | 163        | 5          |                 | 15              | 1               |                    | 40                 | 2                  |             | 0           | 0           | 218    | 8      |
| 2003-2004        | Milan            | A                | 28         | 1          | CI              | 1               | 0               | UCL                | 9                  | 0                  | SI+SU+CInt  | 1+1+1       | 0           | 41     | 1      |
| 2004-2005        | Milan            | A                | 33         | 1          | CI              | 1               | 0               | UCL                | 12                 | 0                  | SI          | 1           | 0           | 46     | 1      |
| 2005-2006        | Milan            | A                | 19         | 1          | CI              | 1               | 0               | UCL                | 5                  | 0                  | -           | -           | -           | 25     | 1      |
| 2006-2007        | Milan            | A                | 24         | 0          | CI              | 3               | 0               | UCL                | 8                  | 0                  | -           | -           | -           | 35     | 0      |
| 2007-2008        | Milan            | A                | 15         | 1          | CI              | 2               | 0               | UCL                | 1                  | 0                  | SU+Cmc      | 0+1         | 0           | 19     | 1      |
| Totale Milan     | Totale Milan     | Totale Milan     | 119        | 4          |                 | 7               | 0               |                    | 35                 | 0                  |             | 5           | 0           | 166    | 4      |
| Totale carriera  | Totale carriera  | Totale carriera  | 578        | 47         |                 | 39              | 3               |                    | 121                | 7                  |             | 13          | 2           | 751    | 59     |

### Cronologia presenze e reti in nazionale
| Cronologia completa delle presenze e delle reti in nazionale ― Brasile | Cronologia completa delle presenze e delle reti in nazionale ― Brasile | Cronologia completa delle presenze e delle reti in nazionale ― Brasile | Cronologia completa delle presenze e delle reti in nazionale ― Brasile | Cronologia completa delle presenze e delle reti in nazionale ― Brasile | Cronologia completa delle presenze e delle reti in nazionale ― Brasile | Cronologia completa delle presenze e delle reti in nazionale ― Brasile | Cronologia completa delle presenze e delle reti in nazionale ― Brasile |
| Data                                                                   | Città                                                                  | In casa                                                                | Risultato                                                              | Ospiti                                                                 | Competizione                                                           | Reti                                                                   | Note                                                                   |
| ---------------------------------------------------------------------- | ---------------------------------------------------------------------- | ---------------------------------------------------------------------- | ---------------------------------------------------------------------- | ---------------------------------------------------------------------- | ---------------------------------------------------------------------- | ---------------------------------------------------------------------- | ---------------------------------------------------------------------- |
| 12-9-1990                                                              | Gijón                                                                  | Spagna                                                                 | 3 – 0                                                                  | Brasile                                                                | Amichevole                                                             | -                                                                      | 74’                                                                    |
| 17-10-1990                                                             | Santiago del Cile                                                      | Cile                                                                   | 0 – 0                                                                  | Brasile                                                                | Amichevole                                                             | -                                                                      | [ 126 ]                                                                |
| 8-11-1990                                                              | Belém                                                                  | Brasile                                                                | 0 – 0                                                                  | Cile                                                                   | Amichevole                                                             | -                                                                      | [ 126 ]                                                                |
| 27-2-1991                                                              | Campo Grande                                                           | Brasile                                                                | 1 – 1                                                                  | Paraguay                                                               | Amichevole                                                             | -                                                                      | 61’                                                                    |
| 27-3-1991                                                              | Buenos Aires                                                           | Argentina                                                              | 3 – 3                                                                  | Brasile                                                                | Amichevole                                                             | -                                                                      | 10’                                                                    |
| 27-6-1991                                                              | Curitiba                                                               | Brasile                                                                | 1 – 1                                                                  | Argentina                                                              | Amichevole                                                             | -                                                                      | 79’                                                                    |
| 9-7-1991                                                               | Viña del Mar                                                           | Brasile                                                                | 2 – 1                                                                  | Bolivia                                                                | Coppa America 1991 - 1º turno                                          | -                                                                      |                                                                        |
| 11-7-1991                                                              | Viña del Mar                                                           | Brasile                                                                | 1 – 1                                                                  | Uruguay                                                                | Coppa America 1991 - 1º turno                                          | -                                                                      |                                                                        |
| 19-7-1991                                                              | Santiago del Cile                                                      | Brasile                                                                | 2 – 0                                                                  | Colombia                                                               | Coppa America 1991 - Girone finale                                     | -                                                                      |                                                                        |
| 21-7-1991                                                              | Santiago del Cile                                                      | Brasile                                                                | 2 – 0                                                                  | Cile                                                                   | Coppa America 1991 - Girone finale                                     | -                                                                      | [ 127 ]                                                                |
| 11-9-1991                                                              | Cardiff                                                                | Galles                                                                 | 1 – 0                                                                  | Brasile                                                                | Amichevole                                                             | -                                                                      | 59’                                                                    |
| 30-10-1991                                                             | Varginha                                                               | Brasile                                                                | 3 – 1                                                                  | Jugoslavia                                                             | Amichevole                                                             | -                                                                      | 77’                                                                    |
| 26-2-1992                                                              | Fortaleza                                                              | Brasile                                                                | 3 – 0                                                                  | Stati Uniti                                                            | Amichevole                                                             | -                                                                      | 69’                                                                    |
| 2-8-1992                                                               | Los Angeles                                                            | Stati Uniti                                                            | 0 – 1                                                                  | Brasile                                                                | Amistad Cup 1992                                                       | -                                                                      |                                                                        |
| 18-2-1993                                                              | Buenos Aires                                                           | Argentina                                                              | 1 – 1                                                                  | Brasile                                                                | Amichevole                                                             | -                                                                      | [ 128 ]                                                                |
| 6-6-1993                                                               | New Haven                                                              | Stati Uniti                                                            | 0 – 2                                                                  | Brasile                                                                | U.S. Cup 1993                                                          | -                                                                      | 76’                                                                    |
| 10-6-1993                                                              | Washington                                                             | Brasile                                                                | 3 – 3                                                                  | Germania                                                               | U.S. Cup 1993                                                          | -                                                                      | 70’                                                                    |
| 13-6-1993                                                              | Washington                                                             | Inghilterra                                                            | 1 – 1                                                                  | Brasile                                                                | U.S. Cup 1993                                                          | -                                                                      | 5’                                                                     |
| 18-6-1993                                                              | Cuenca                                                                 | Brasile                                                                | 0 – 0                                                                  | Perù                                                                   | Coppa America 1993 - 1º turno                                          | -                                                                      |                                                                        |
| 21-6-1993                                                              | Cuenca                                                                 | Cile                                                                   | 3 – 2                                                                  | Brasile                                                                | Coppa America 1993 - 1º turno                                          | -                                                                      |                                                                        |
| 24-6-1993                                                              | Cuenca                                                                 | Brasile                                                                | 3 – 0                                                                  | Paraguay                                                               | Coppa America 1993 - 1º turno                                          | -                                                                      | Ammonizione                                                            |
| 27-6-1993                                                              | Guayaquil                                                              | Brasile                                                                | 1 – 1 (5 – 6 dtr)                                                      | Argentina                                                              | Coppa America 1993 - Quarti di finale                                  | -                                                                      | Ammonizione                                                            |
| 14-7-1993                                                              | Rio de Janeiro                                                         | Brasile                                                                | 2 – 0                                                                  | Paraguay                                                               | Amichevole                                                             | -                                                                      | Ingresso                                                               |
| 25-7-1993                                                              | La Paz                                                                 | Bolivia                                                                | 2 – 0                                                                  | Brasile                                                                | Qual. Mondiali 1994                                                    | -                                                                      | 16’                                                                    |
| 8-8-1993                                                               | Maceió                                                                 | Brasile                                                                | 1 – 1                                                                  | Messico                                                                | Amichevole                                                             | -                                                                      |                                                                        |
| 22-8-1993                                                              | San Paolo                                                              | Brasile                                                                | 2 – 0                                                                  | Ecuador                                                                | Qual. Mondiali 1994                                                    | -                                                                      | Ingresso                                                               |
| 23-3-1994                                                              | Recife                                                                 | Brasile                                                                | 2 – 0                                                                  | Argentina                                                              | Amichevole                                                             | -                                                                      |                                                                        |
| 3-5-1994                                                               | Florianópolis                                                          | Brasile                                                                | 3 – 0                                                                  | Islanda                                                                | Amichevole                                                             | -                                                                      | 46’                                                                    |
| 5-6-1994                                                               | Edmonton                                                               | Canada                                                                 | 1 – 1                                                                  | Brasile                                                                | Amichevole                                                             | -                                                                      | 65’                                                                    |
| 8-6-1994                                                               | San Diego                                                              | Brasile                                                                | 8 – 2                                                                  | Honduras                                                               | Amichevole                                                             | 1                                                                      | 38’                                                                    |
| 4-7-1994                                                               | Palo Alto                                                              | Brasile                                                                | 1 – 0                                                                  | Stati Uniti                                                            | Mondiali 1994 - Ottavi di finale                                       | -                                                                      | 69’                                                                    |
| 9-7-1994                                                               | Dallas                                                                 | Paesi Bassi                                                            | 2 – 3                                                                  | Brasile                                                                | Mondiali 1994 - Quarti di finale                                       | -                                                                      | 90’                                                                    |
| 17-7-1994                                                              | Los Angeles                                                            | Brasile                                                                | 0 – 0 dts (3 – 2 dtr)                                                  | Italia                                                                 | Mondiali 1994 - Finale                                                 | -                                                                      | 21’                                                                    |
| 22-2-1995                                                              | Fortaleza                                                              | Brasile                                                                | 5 – 0                                                                  | Slovacchia                                                             | Amichevole                                                             | -                                                                      |                                                                        |
| 17-5-1995                                                              | Ramat Gan                                                              | Israele                                                                | 1 – 2                                                                  | Brasile                                                                | Amichevole                                                             | -                                                                      |                                                                        |
| 11-10-1995                                                             | Salvador                                                               | Brasile                                                                | 2 – 0                                                                  | Uruguay                                                                | Amichevole                                                             | -                                                                      | Ammonizione                                                            |
| 8-11-1995                                                              | Buenos Aires                                                           | Argentina                                                              | 0 – 1                                                                  | Brasile                                                                | Amichevole                                                             | -                                                                      | 75’                                                                    |
| 20-12-1995                                                             | Manaus                                                                 | Brasile                                                                | 3 – 1                                                                  | Colombia                                                               | Amichevole                                                             | -                                                                      | cap.                                                                   |
| 28-8-1996                                                              | Mosca                                                                  | Russia                                                                 | 2 – 2                                                                  | Brasile                                                                | Amichevole                                                             | -                                                                      | 64’, 76’                                                               |
| 31-8-1996                                                              | Amsterdam                                                              | Paesi Bassi                                                            | 2 – 2                                                                  | Brasile                                                                | Amichevole                                                             | -                                                                      |                                                                        |
| 18-12-1996                                                             | Manaus                                                                 | Brasile                                                                | 1 – 0                                                                  | Bosnia ed Erzegovina                                                   | Amichevole                                                             | -                                                                      |                                                                        |
| 26-2-1997                                                              | Goiânia                                                                | Brasile                                                                | 4 – 2                                                                  | Polonia                                                                | Amichevole                                                             | -                                                                      |                                                                        |
| 2-4-1997                                                               | Brasilia                                                               | Brasile                                                                | 4 – 0                                                                  | Cile                                                                   | Amichevole                                                             | -                                                                      | Uscita                                                                 |
| 30-4-1997                                                              | Miami                                                                  | Messico                                                                | 0 – 4                                                                  | Brasile                                                                | Amichevole                                                             | -                                                                      |                                                                        |
| 30-5-1997                                                              | Oslo                                                                   | Norvegia                                                               | 4 – 2                                                                  | Brasile                                                                | Amichevole                                                             | -                                                                      |                                                                        |
| 3-6-1997                                                               | Lione                                                                  | Francia                                                                | 1 – 1                                                                  | Brasile                                                                | Torneo di Francia                                                      | -                                                                      | 46’                                                                    |
| 8-6-1997                                                               | Lione                                                                  | Brasile                                                                | 3 – 3                                                                  | Italia                                                                 | Torneo di Francia                                                      | -                                                                      |                                                                        |
| 10-6-1997                                                              | Parigi                                                                 | Inghilterra                                                            | 0 – 1                                                                  | Brasile                                                                | Torneo di Francia                                                      | -                                                                      |                                                                        |
| 13-6-1997                                                              | Santa Cruz de la Sierra                                                | Brasile                                                                | 5 – 0                                                                  | Costa Rica                                                             | Coppa America 1997 - 1º turno                                          | -                                                                      | 65’                                                                    |
| 16-6-1997                                                              | Santa Cruz de la Sierra                                                | Brasile                                                                | 3 – 2                                                                  | Messico                                                                | Coppa America 1997 - 1º turno                                          | -                                                                      | 18’                                                                    |
| 19-6-1997                                                              | Santa Cruz de la Sierra                                                | Brasile                                                                | 2 – 0                                                                  | Colombia                                                               | Coppa America 1997 - 1º turno                                          | -                                                                      | 73’                                                                    |
| 26-6-1997                                                              | Santa Cruz de la Sierra                                                | Perù                                                                   | 0 – 7                                                                  | Brasile                                                                | Coppa America 1997 - Semifinale                                        | -                                                                      |                                                                        |
| 29-6-1997                                                              | La Paz                                                                 | Bolivia                                                                | 1 – 3                                                                  | Brasile                                                                | Coppa America 1997 - Finale                                            | -                                                                      | [ 130 ]                                                                |
| 10-8-1997                                                              | Seul                                                                   | Corea del Sud                                                          | 1 – 2                                                                  | Brasile                                                                | Amichevole                                                             | -                                                                      |                                                                        |
| 13-8-1997                                                              | Ōsaka                                                                  | Giappone                                                               | 0 – 3                                                                  | Brasile                                                                | Amichevole                                                             | -                                                                      |                                                                        |
| 10-9-1997                                                              | Salvador                                                               | Brasile                                                                | 4 – 2                                                                  | Ecuador                                                                | Amichevole                                                             | -                                                                      | Uscita                                                                 |
| 9-10-1997                                                              | Belém                                                                  | Brasile                                                                | 2 – 0                                                                  | Marocco                                                                | Amichevole                                                             | -                                                                      | cap.                                                                   |
| 11-11-1997                                                             | Brasilia                                                               | Brasile                                                                | 3 – 0                                                                  | Galles                                                                 | Amichevole                                                             | -                                                                      | cap. 70’                                                               |
| 12-12-1997                                                             | Riyad                                                                  | Arabia Saudita                                                         | 0 – 3                                                                  | Brasile                                                                | Conf. Cup 1997 - 1º turno                                              | -                                                                      | 72’ 75’                                                                |
| 19-12-1997                                                             | Riyad                                                                  | Brasile                                                                | 2 – 0                                                                  | Rep. Ceca                                                              | Conf. Cup 1997 - Semifinale                                            | -                                                                      | 24’                                                                    |
| 21-12-1997                                                             | Riyad                                                                  | Brasile                                                                | 6 – 0                                                                  | Australia                                                              | Conf. Cup 1997 - Finale                                                | -                                                                      | [ 131 ]                                                                |
| 25-3-1998                                                              | Stoccarda                                                              | Germania                                                               | 1 – 2                                                                  | Brasile                                                                | Amichevole                                                             | -                                                                      |                                                                        |
| 29-4-1998                                                              | Rio de Janeiro                                                         | Brasile                                                                | 0 – 1                                                                  | Argentina                                                              | Amichevole                                                             | -                                                                      |                                                                        |
| 3-6-1998                                                               | Saint-Ouen                                                             | Andorra                                                                | 0 – 3                                                                  | Brasile                                                                | Amichevole                                                             | 1                                                                      |                                                                        |
| 10-6-1998                                                              | Saint-Denis                                                            | Brasile                                                                | 2 – 1                                                                  | Scozia                                                                 | Mondiali 1998 - 1º turno                                               | -                                                                      |                                                                        |
| 16-6-1998                                                              | Nantes                                                                 | Brasile                                                                | 3 – 0                                                                  | Marocco                                                                | Mondiali 1998 - 1º turno                                               | -                                                                      |                                                                        |
| 23-6-1998                                                              | Marsiglia                                                              | Brasile                                                                | 1 – 2                                                                  | Norvegia                                                               | Mondiali 1998 - 1º turno                                               | -                                                                      |                                                                        |
| 27-6-1998                                                              | Parigi                                                                 | Brasile                                                                | 4 – 1                                                                  | Cile                                                                   | Mondiali 1998 - Ottavi di finale                                       | -                                                                      | 90+1’                                                                  |
| 3-7-1998                                                               | Nantes                                                                 | Brasile                                                                | 3 – 2                                                                  | Danimarca                                                              | Mondiali 1998 - Quarti di finale                                       | -                                                                      | 81’                                                                    |
| 12-7-1998                                                              | Saint-Denis                                                            | Brasile                                                                | 0 – 3                                                                  | Francia                                                                | Mondiali 1998 - Finale                                                 | -                                                                      | [ 127 ]                                                                |
| 23-9-1998                                                              | São Luís                                                               | Brasile                                                                | 1 – 1                                                                  | Jugoslavia                                                             | Amichevole                                                             | -                                                                      | cap.                                                                   |
| 14-10-1998                                                             | Washington                                                             | Brasile                                                                | 5 – 1                                                                  | Ecuador                                                                | Amichevole                                                             | 1                                                                      | cap.                                                                   |
| 18-11-1998                                                             | Fortaleza                                                              | Brasile                                                                | 5 – 1                                                                  | Russia                                                                 | Amichevole                                                             | -                                                                      | 38’                                                                    |
| 28-3-1999                                                              | Seul                                                                   | Corea del Sud                                                          | 1 – 0                                                                  | Brasile                                                                | Amichevole                                                             | -                                                                      |                                                                        |
| 31-3-1999                                                              | Tokyo                                                                  | Giappone                                                               | 0 – 2                                                                  | Brasile                                                                | Amichevole                                                             | -                                                                      | cap. 66’                                                               |
| 26-6-1999                                                              | Curitiba                                                               | Brasile                                                                | 3 – 0                                                                  | Lettonia                                                               | Amichevole                                                             | -                                                                      | cap.                                                                   |
| 30-6-1999                                                              | Ciudad del Este                                                        | Brasile                                                                | 7 – 0                                                                  | Venezuela                                                              | Coppa America 1999 - 1º turno                                          | -                                                                      | cap. 77’                                                               |
| 3-7-1999                                                               | Ciudad del Este                                                        | Brasile                                                                | 2 – 1                                                                  | Messico                                                                | Coppa America 1999 - 1º turno                                          | -                                                                      | cap.                                                                   |
| 11-7-1999                                                              | Ciudad del Este                                                        | Brasile                                                                | 2 – 1                                                                  | Argentina                                                              | Coppa America 1999 - Quarti di finale                                  | -                                                                      | cap.                                                                   |
| 14-7-1999                                                              | Ciudad del Este                                                        | Brasile                                                                | 2 – 0                                                                  | Messico                                                                | Coppa America 1999 - Semifinale                                        | -                                                                      | cap.                                                                   |
| 18-7-1999                                                              | Asunción                                                               | Brasile                                                                | 3 – 0                                                                  | Uruguay                                                                | Coppa America 1999 - Finale                                            | -                                                                      | cap.                                                                   |
| 4-9-1999                                                               | Buenos Aires                                                           | Argentina                                                              | 2 – 0                                                                  | Brasile                                                                | Amichevole                                                             | -                                                                      | cap.                                                                   |
| 7-9-1999                                                               | Porto Alegre                                                           | Brasile                                                                | 4 – 2                                                                  | Argentina                                                              | Amichevole                                                             | -                                                                      | cap.                                                                   |
| 9-10-1999                                                              | Amsterdam                                                              | Paesi Bassi                                                            | 2 – 2                                                                  | Brasile                                                                | Amichevole                                                             | 1                                                                      | cap.                                                                   |
| 13-11-1999                                                             | Vigo                                                                   | Spagna                                                                 | 0 – 0                                                                  | Brasile                                                                | Amichevole                                                             | -                                                                      | cap. 50’                                                               |
| 23-2-2000                                                              | Bangkok                                                                | Thailandia                                                             | 0 – 7                                                                  | Brasile                                                                | Amichevole                                                             | -                                                                      | cap. 68’                                                               |
| 26-4-2000                                                              | San Paolo                                                              | Brasile                                                                | 3 – 2                                                                  | Ecuador                                                                | Qual. Mondiali 2002                                                    | -                                                                      |                                                                        |
| 23-5-2000                                                              | Cardiff                                                                | Galles                                                                 | 0 – 3                                                                  | Brasile                                                                | Amichevole                                                             | 1                                                                      | 84’                                                                    |
| 27-5-2000                                                              | Londra                                                                 | Inghilterra                                                            | 1 – 1                                                                  | Brasile                                                                | Amichevole                                                             | -                                                                      | cap.                                                                   |
| 4-6-2000                                                               | Lima                                                                   | Perù                                                                   | 0 – 1                                                                  | Brasile                                                                | Qual. Mondiali 2002                                                    | -                                                                      | cap. 81’                                                               |
| 28-6-2000                                                              | Rio de Janeiro                                                         | Brasile                                                                | 1 – 1                                                                  | Uruguay                                                                | Qual. Mondiali 2002                                                    | -                                                                      | cap.                                                                   |
| 18-7-2000                                                              | Asunción                                                               | Paraguay                                                               | 2 – 1                                                                  | Brasile                                                                | Qual. Mondiali 2002                                                    | -                                                                      | cap. 21’, 35’                                                          |
| 3-9-2000                                                               | Rio de Janeiro                                                         | Brasile                                                                | 5 – 0                                                                  | Bolivia                                                                | Qual. Mondiali 2002                                                    | -                                                                      | cap.                                                                   |
| 8-10-2000                                                              | Maracaibo                                                              | Venezuela                                                              | 0 – 6                                                                  | Brasile                                                                | Qual. Mondiali 2002                                                    | -                                                                      | cap.                                                                   |
| 15-11-2000                                                             | San Paolo                                                              | Brasile                                                                | 1 – 0                                                                  | Colombia                                                               | Qual. Mondiali 2002                                                    | -                                                                      | cap.                                                                   |
| 3-3-2001                                                               | Pasadena                                                               | Stati Uniti                                                            | 1 – 2                                                                  | Brasile                                                                | Amichevole                                                             | -                                                                      |                                                                        |
| 7-3-2001                                                               | Guadalajara                                                            | Messico                                                                | 3 – 3                                                                  | Brasile                                                                | Amichevole                                                             | -                                                                      |                                                                        |
| 1-7-2001                                                               | Montevideo                                                             | Uruguay                                                                | 1 – 0                                                                  | Brasile                                                                | Qual. Mondiali 2002                                                    | -                                                                      | cap.                                                                   |
| 5-9-2001                                                               | Buenos Aires                                                           | Argentina                                                              | 2 – 1                                                                  | Brasile                                                                | Qual. Mondiali 2002                                                    | -                                                                      |                                                                        |
| 7-10-2001                                                              | Curitiba                                                               | Brasile                                                                | 2 – 0                                                                  | Cile                                                                   | Qual. Mondiali 2002                                                    | -                                                                      |                                                                        |
| 7-11-2001                                                              | La Paz                                                                 | Bolivia                                                                | 3 – 1                                                                  | Brasile                                                                | Qual. Mondiali 2002                                                    | -                                                                      | 25’                                                                    |
| 27-3-2002                                                              | Fortaleza                                                              | Brasile                                                                | 1 – 0                                                                  | Jugoslavia                                                             | Amichevole                                                             | -                                                                      |                                                                        |
| 17-4-2002                                                              | Lisbona                                                                | Portogallo                                                             | 1 – 1                                                                  | Brasile                                                                | Amichevole                                                             | -                                                                      |                                                                        |
| 25-5-2002                                                              | Kuala Lumpur                                                           | Malaysia                                                               | 0 – 4                                                                  | Brasile                                                                | Amichevole                                                             | -                                                                      | 68’                                                                    |
| 3-6-2002                                                               | Ulsan                                                                  | Brasile                                                                | 2 – 1                                                                  | Turchia                                                                | Mondiali 2002 - 1º turno                                               | -                                                                      | cap.                                                                   |
| 8-6-2002                                                               | Seogwipo                                                               | Brasile                                                                | 4 – 0                                                                  | Cina                                                                   | Mondiali 2002 - 1º turno                                               | -                                                                      | cap.                                                                   |
| 13-6-2002                                                              | Suwon                                                                  | Costa Rica                                                             | 2 – 5                                                                  | Brasile                                                                | Mondiali 2002 - 1º turno                                               | -                                                                      | cap. 90+3’                                                             |
| 17-6-2002                                                              | Kōbe                                                                   | Brasile                                                                | 2 – 0                                                                  | Belgio                                                                 | Mondiali 2002 - Ottavi di finale                                       | -                                                                      | cap.                                                                   |
| 21-6-2002                                                              | Shizuoka                                                               | Inghilterra                                                            | 1 – 2                                                                  | Brasile                                                                | Mondiali 2002 - Quarti di finale                                       | -                                                                      | cap.                                                                   |
| 26-6-2002                                                              | Saitama                                                                | Brasile                                                                | 1 – 0                                                                  | Turchia                                                                | Mondiali 2002 - Semifinale                                             | -                                                                      | cap.                                                                   |
| 30-6-2002                                                              | Yokohama                                                               | Brasile                                                                | 2 – 0                                                                  | Germania                                                               | Mondiali 2002 - Finale                                                 | -                                                                      | cap.                                                                   |
| 21-8-2002                                                              | Fortaleza                                                              | Brasile                                                                | 0 – 1                                                                  | Paraguay                                                               | Amichevole                                                             | -                                                                      | cap. 46’                                                               |
| 20-11-2002                                                             | Seul                                                                   | Corea del Sud                                                          | 2 – 3                                                                  | Brasile                                                                | Amichevole                                                             | -                                                                      | cap. 88’                                                               |
| 12-2-2003                                                              | Canton                                                                 | Cina                                                                   | 0 – 0                                                                  | Brasile                                                                | Amichevole                                                             | -                                                                      | cap.                                                                   |
| 29-3-2003                                                              | Porto                                                                  | Portogallo                                                             | 2 – 1                                                                  | Brasile                                                                | Amichevole                                                             | -                                                                      | cap.                                                                   |
| 7-9-2003                                                               | Barranquilla                                                           | Colombia                                                               | 1 – 2                                                                  | Brasile                                                                | Qual. Mondiali 2006                                                    | -                                                                      | cap.                                                                   |
| 10-9-2003                                                              | Manaus                                                                 | Brasile                                                                | 1 – 0                                                                  | Ecuador                                                                | Qual. Mondiali 2006                                                    | -                                                                      | cap.                                                                   |
| 12-10-2003                                                             | Leicester                                                              | Giamaica                                                               | 0 – 1                                                                  | Brasile                                                                | Amichevole                                                             | -                                                                      | cap.                                                                   |
| 16-11-2003                                                             | Lima                                                                   | Perù                                                                   | 1 – 1                                                                  | Brasile                                                                | Qual. Mondiali 2006                                                    | -                                                                      | cap.                                                                   |
| 19-11-2003                                                             | Curitiba                                                               | Brasile                                                                | 3 – 3                                                                  | Uruguay                                                                | Qual. Mondiali 2006                                                    | -                                                                      | cap.                                                                   |
| 18-2-2004                                                              | Dublino                                                                | Irlanda                                                                | 0 – 0                                                                  | Brasile                                                                | Amichevole                                                             | -                                                                      | cap.                                                                   |
| 31-3-2004                                                              | Asunción                                                               | Paraguay                                                               | 0 – 0                                                                  | Brasile                                                                | Qual. Mondiali 2006                                                    | -                                                                      | cap.                                                                   |
| 28-4-2004                                                              | Budapest                                                               | Ungheria                                                               | 1 – 4                                                                  | Brasile                                                                | Amichevole                                                             | -                                                                      | cap. 46’                                                               |
| 20-5-2004                                                              | Saint-Denis                                                            | Francia                                                                | 0 – 0                                                                  | Brasile                                                                | Amichevole                                                             | -                                                                      | cap.                                                                   |
| 2-6-2004                                                               | Belo Horizonte                                                         | Brasile                                                                | 3 – 1                                                                  | Argentina                                                              | Qual. Mondiali 2006                                                    | -                                                                      | cap. 35’                                                               |
| 6-6-2004                                                               | Santiago del Cile                                                      | Cile                                                                   | 1 – 1                                                                  | Brasile                                                                | Qual. Mondiali 2006                                                    | -                                                                      | cap.                                                                   |
| 9-10-2004                                                              | Maracaibo                                                              | Venezuela                                                              | 2 – 5                                                                  | Brasile                                                                | Qual. Mondiali 2006                                                    | -                                                                      | cap.                                                                   |
| 13-10-2004                                                             | Maceió                                                                 | Brasile                                                                | 0 – 0                                                                  | Colombia                                                               | Qual. Mondiali 2006                                                    | -                                                                      | cap.                                                                   |
| 17-11-2004                                                             | Quito                                                                  | Ecuador                                                                | 1 – 0                                                                  | Brasile                                                                | Qual. Mondiali 2006                                                    | -                                                                      | cap.                                                                   |
| 9-2-2005                                                               | Hong Kong                                                              | Hong Kong                                                              | 1 – 7                                                                  | Brasile                                                                | Lunar New Year Cup 2005                                                | -                                                                      | cap. 59’                                                               |
| 27-3-2005                                                              | Goiânia                                                                | Brasile                                                                | 1 – 0                                                                  | Perù                                                                   | Qual. Mondiali 2006                                                    | -                                                                      | cap.                                                                   |
| 30-3-2005                                                              | Montevideo                                                             | Uruguay                                                                | 1 – 1                                                                  | Brasile                                                                | Qual. Mondiali 2006                                                    | -                                                                      | cap.                                                                   |
| 8-6-2005                                                               | Buenos Aires                                                           | Argentina                                                              | 3 – 1                                                                  | Brasile                                                                | Qual. Mondiali 2006                                                    | -                                                                      | cap.                                                                   |
| 17-8-2005                                                              | Spalato                                                                | Croazia                                                                | 1 – 1                                                                  | Brasile                                                                | Amichevole                                                             | -                                                                      | cap.                                                                   |
| 4-9-2005                                                               | Brasilia                                                               | Brasile                                                                | 5 – 0                                                                  | Cile                                                                   | Qual. Mondiali 2006                                                    | -                                                                      | cap.                                                                   |
| 12-10-2005                                                             | Belém                                                                  | Brasile                                                                | 3 – 0                                                                  | Venezuela                                                              | Qual. Mondiali 2006                                                    | -                                                                      | cap.                                                                   |
| 12-11-2005                                                             | Abu Dhabi                                                              | Emirati Arabi Uniti                                                    | 0 – 8                                                                  | Brasile                                                                | Amichevole                                                             | -                                                                      | cap. 63’                                                               |
| 4-6-2006                                                               | Ginevra                                                                | Brasile                                                                | 4 – 0                                                                  | Nuova Zelanda                                                          | Amichevole                                                             | -                                                                      | cap. 75’                                                               |
| 13-6-2006                                                              | Berlino                                                                | Brasile                                                                | 1 – 0                                                                  | Croazia                                                                | Mondiali 2006 - 1º turno                                               | -                                                                      | cap.                                                                   |
| 18-6-2006                                                              | Monaco di Baviera                                                      | Brasile                                                                | 2 – 0                                                                  | Australia                                                              | Mondiali 2006 - 1º turno                                               | -                                                                      | cap. 29’                                                               |
| 27-6-2006                                                              | Dortmund                                                               | Brasile                                                                | 3 – 0                                                                  | Ghana                                                                  | Mondiali 2006 - Ottavi di finale                                       | -                                                                      | cap.                                                                   |
| 1-7-2006                                                               | Francoforte sul Meno                                                   | Brasile                                                                | 0 – 1                                                                  | Francia                                                                | Mondiali 2006 - Quarti di finale                                       | -                                                                      | cap. 25’ 76’                                                           |
| Totale                                                                 |                                                                        | Presenze (1º posto)                                                    | 142                                                                    |                                                                        | Reti (84º posto)                                                       | 5                                                                      |                                                                        |

### Record
Statistiche aggiornate al 1º luglio 2006.
- Record di presenze nella nazionale brasiliana: 142[3]
- Record di finali dei Mondiali disputate consecutivamente: 3 (1994 contro l'Italia, 1998 contro la Francia e 2002 contro la Germania)[7]
- Record di partite vinte nelle fasi finali dei Mondiali: 16 (2 nel 1994, 4 nel 1998, 7 su 7 nel 2002 e 3 nel 2006)[114][134]
- Record di partite disputate nelle fasi finali dei Mondiali per un calciatore brasiliano: 20[114]
- Record assoluto di cartellini ricevuti durante le fasi finali dei Mondiali: 6 (6 gialli e 0 rossi) (record condiviso con Zinédine Zidane)

## Palmarès

### Club

#### Competizioni statali
- Campionato Paulista: 4

San Paolo: 1989, 1991, 1992
Palmeiras: 1996

#### Competizioni nazionali
- Campionato brasiliano: 1

San Paolo: 1991
- Campionato italiano: 2

Roma: 2000-2001
Milan: 2003-2004
- Supercoppa italiana: 2

Roma: 2001
Milan: 2004

#### Competizioni internazionali
- Coppa Libertadores: 2

San Paolo: 1992, 1993
- Coppa Intercontinentale: 2

San Paolo: 1992, 1993
- Recopa Sudamericana: 2

San Paolo: 1993, 1994
- Supercoppa Sudamericana: 1

San Paolo: 1993
- Coppa CONMEBOL: 1

San Paolo: 1994
- Coppa delle Coppe: 1

Real Saragozza: 1994-1995
- Supercoppa UEFA: 2

Milan: 2003, 2007
- UEFA Champions League: 1

Milan: 2006-2007
- Coppa del mondo per club: 1

Milan: 2007

### Nazionale
- Campionato mondiale: 2

Stati Uniti 1994, Corea del Sud-Giappone 2002
- Coppa America: 2

Bolivia 1997, Paraguay 1999
- Confederations Cup: 1

Arabia Saudita 1997

### Individuale
- Bola de Prata: 2

1992, 1993
- Squadra dell'anno sudamericana: 4

1992, 1993, 1994, 1995
- Calciatore sudamericano dell'anno: 1

1994
- All-Star Team dei Mondiali: 1

Giappone/Corea del Sud (riserva)
- FIFA XI: 1

2002
- Inserito nella FIFA 100 (2004)
- Squadra dell'anno UEFA: 2

2004, 2005
- FIFPro World XI: 1

2005
- Inserito nel Dream Team del Pallone d'oro (2020)